# Alias Grace
Alias Grace é uma minissérie de televisão canadiano-americana dirigida por Mary Harron e estrelada por Sarah Gadon. É baseada no romance histórico homônimo de 1996 de Margaret Atwood e adaptado por Sarah Polley. Ela foi transmitida pela CBC Television no Canadá. A distribuição mundial foi feita pela Netflix.
Esta é a terceira adaptação de uma obra de Margaret Atwood, a primeira foi a animação Wandering Wenda baseada em Wandering Wenda and Widow Wallop’s Wunderground Washery produzida pela CBC no Canadá e exibida entre maio e agosto de 2017, a segunda obra de Atwood a ser adaptada foi The Handmaid's Tale, que conquistou oito Emmys em 2017, é produzida pela MGM Television e exibida exclusivamente pelo serviço de streaming Hulu.

## Elenco

### Principal
- Sarah Gadon como Grace Marks
- Edward Holcroft como Simon Jordan
- Rebecca Liddiard como Mary Whitney
- Zachary Levi como Jeremiah
- Kerr Logan como James McDermott
- David Cronenberg como Reverendo Verrenger
- Anna Paquin como Nancy Montgomery
- Paul Gross como Thomas Kinnear

### Recorrente
- Martha Burns como Sra. Parkinson
- Will Bowes como George Parkinson
- Sarah Manninen como Sra. Humphrey
- Stephen Joffe como Jamie Walsh
- Michael Therriault como Sr. McDonald
- Margaret Atwood como Mulher Idosa na Igreja (Cameo)